# Grammy for bedste rapalbum
Grammy for bedste rapalbum (Best Rap Album) er en amerikansk pris der uddeles af Recording Academy for årets bedste rap-udgivelse. Prisen har været uddelt siden 1996, hvilket betyder at en lang række klassiske rap-udgivelser er udgivet før prisen blev oprettet.

## Vindere
- 2008: Kanye West for Graduation
- 2007: Ludacris for Release Therapy
- 2006: Kanye West for Late Registration
- 2005: Kanye West for The College Dropout
- 2004: John Frye (teknik), André 3000 (producer) & OutKast for Speakerboxxx/The Love Below
- 2003: Steve King (teknik) & Eminem (producer & kunstner) for The Eminem Show
- 2002: John Frye (teknik), David Sheats (producer) & OutKast (producer & kunstner) for Stankonia
- 2001: Dr. Dre, Richard Huredia (teknik) & [Eminem (producer & kunsner) for The Marshall Mathers LP
- 2000: Mr. B (teknik), Jeff Bass, Marky Bass (producer) & Eminem (producer & kunstner) for The Slim Shady LP

- 1999: Joe Quinde (teknik) & Jay-Z for Vol. 2: Hard Knock Life
- 1998: Stevie J (producer) Puff Daddy & the Family (producer & kunstner) for No Way Out
- 1997: The Fugees (producer and kunstner) for The Score
- 1996: Naughty by Nature for Poverty's Paradise